# 卡頓縣 (奧克拉荷馬州)
卡頓縣（英語：Cotton County）是美國奧克拉荷馬州南部的一個縣，南隔雷德河與德克薩斯州相望。面積1,663平方公里。根據美國2000年人口普查，共有人口6,614人。縣治沃爾特斯 (Walters)。
成立於1912年8月12日。縣名可能來自棉花。